# Порядок наследования болгарского престола
Монархия в Болгарии была упразднена в результате референдума 15 сентября 1946 года. Последним царём Болгарии был Симеон II (род. 1937) из Саксен-Кобург-Готской династии, царствовавший с 28 августа 1943 года по 15 сентября 1946 года, в настоящее время он остаётся главой бывшей болгарской царской семьи. Порядок наследования престола в Саксен-Кобург-Готской династии, правившей в Болгарии, осуществлялся на основе Салического закона о престолонаследии. На болгарский престол могли претендовать по праву первородства только мужские потомки Фердинанда I, первого царя из Саксен-Кобург-Готской династии .
После упразднения монархии в Болгарии порядок наследования болгарского престола выглядит следующим образом:
- Симеон II (род. 1937)
  - Кардам, князь Тырновский (1962—2015)[3]
    - (1) Борис, князь Тырновский (род. 1997)[3]
    - (2) Принц Белтран Болгарский (род. 1999)

  - (3) Кирилл, князь Преславский (род. 1964)
    - (4) Принц Тасило Болгарский (род. 2002)

  - (5) Кубрат, князь Панагюрский (род. 1965)
    - (6) Принц Мирко Болгарский (род. 1995)
    - (7) Принц Лукас Болгарский (род. 1997)
    - (8) Принц Тирсо Болгарский (род. 2002)

  - (9) Константин-Асен, князь Видинский (род. 1967)
    - (10) Принц Умберто Болгарский (род. 1999)